# Rally RACE de España 1974
Rajd RACE de España 1974 (22. RACE Rallye de España) – 22 edycja rajdu samochodowego RACE Rallye de España rozgrywanego w Hiszpnii. Rozgrywany był od 25 do 27 października 1974 roku. Była to dwudziesta czwarta runda Rajdowych Mistrzostw Europy w roku 1974 oraz dwunasta runda Rajdowych Mistrzostw Hiszpanii.

## Klasyfikacja rajdu
| Miejsce                                            | Kierowca                                           | Pilot                                              | Samochód                                           | Czas                                               | Strata                                             |                                                    |
| Klasyfikacja generalna, ERC i mistrzostw Hiszpanii | Klasyfikacja generalna, ERC i mistrzostw Hiszpanii | Klasyfikacja generalna, ERC i mistrzostw Hiszpanii | Klasyfikacja generalna, ERC i mistrzostw Hiszpanii | Klasyfikacja generalna, ERC i mistrzostw Hiszpanii | Klasyfikacja generalna, ERC i mistrzostw Hiszpanii | Klasyfikacja generalna, ERC i mistrzostw Hiszpanii |
| -------------------------------------------------- | -------------------------------------------------- | -------------------------------------------------- | -------------------------------------------------- | -------------------------------------------------- | -------------------------------------------------- | -------------------------------------------------- |
| 1.                                                 | Antonio Zanini                                     | Adam Eduardo Martínez                              | Seat 1430 / 1800                                   | 3:35:18                                            | 0.0                                                |                                                    |
| 2.                                                 | Juan Carlos Pradera                                | Ricardo Comyn                                      | Seat 1430 / 1800                                   | 3:39:46                                            | +4:28                                              |                                                    |
| 3.                                                 | Estanislao Reverter                                | Antonio Reverter                                   | BMW 2002 Tii                                       | 3:43:15                                            | +7:57                                              |                                                    |
| 4.                                                 | Beny Fernández                                     | Enrique Costa Lisa                                 | BMW 2002 Tii                                       | 3:56:47                                            | +21:29                                             |                                                    |
| 5.                                                 | Genito Ortiz                                       | María Jesús Cabal                                  | Simca 1200 S                                       | 4:02:59                                            | +27:41                                             |                                                    |
| 6.                                                 | Rafael Cid                                         | Miguel Brasa                                       | Seat 1430 / 1800                                   | 4:04:24                                            | +29:06                                             |                                                    |
| 7.                                                 | José Antonio Zorrilla                              | Begoña Kaibel                                      | Seat 1430 / 1600                                   | 4:07:59                                            | +32:41                                             |                                                    |
| 8.                                                 | Jaime Bruixeda                                     | F. Dreyer                                          | Simca 1200 S                                       | 4:16:08                                            | +40:50                                             |                                                    |
| 9.                                                 | Jesús Manso                                        | E. Prieta                                          | Simca 1200 S                                       | 4:23:22                                            | +48:04                                             |                                                    |
| 10.                                                | Niki                                               | T. Diaz                                            | Seat 1430 / 1600                                   | 4:24:13                                            | +48:55                                             |                                                    |